# Церковь веры
Церковь веры (венг. Hit Gyülekezete) — независимая христианская неопятидесятническая церковь в Венгрии. Объединяет более 300 общин, в том числе приходы в Чехии, Словакии, Германии, Австрии, Швейцарии, Румынии и США. По данным церкви, её прихожанами являются 70 тыс. человек.
Штаб-квартира организации расположена в Будапеште. Основателем и старшим пастором движения является Шандор Немет.

## История
Свою история церковь возводит к группе евангельских христиан, возникшей в Будапеште в 1979 году. Лидером группы стал бывший католик Шандор Немет. Группа, находясь на нелегальном положении в коммунистической Венгрии, проводила подпольные богослужения по домам. К 1989 году группа насчитывала до 2 тыс. верующих.
В 1989 году венгерское правительство признало церковь в качестве официально действующей в стране конфессии. На волне демократических перемен численность верующих заметно возросла, церковь распространила свою деятельность на всю страну. В 1990 году в Будапеште был основан библейский колледж (с 1995 — Академия св. Павла). До 1998 года богослужения центральной церкви проводились в арендованном Дворце спорта (Будапешт). В октябре 1998 года в Будапеште был открыт «Зал веры», ставший храмом для центральной церкви движения. В настоящее время храм посещают 9 тыс. человек, что делает его крупнейшей церковью Будапешта.
В 2000 году прихожанами церкви были 40 тыс. человек, из которых 20 тыс. являлись полноправными членами.
С декабря 2001 года на одном из местных телеканалов транслируется передача «Радостное воскресение». Телепередача включает в себя богослужение центральной церкви в Будапеште, проповедь и ответы пастора Шандора Немета на присланные вопросы. Передача является самой популярной венгерской программой на религиозную тематику. С 2010 года передача транслируется в интернете и на русском языке. Одновременно, Церковь веры начала служение среди этнических венгров на Украине.

## Вероучение и служение
Вероучение церкви разделяет общехристианские догматы — богодухновенность Библии, триединство Бога, божественную и человеческую природу Христа. Водное крещение преподаётся путём погружения. Являясь частью неопятидесятнического движения, церковь акцентирует внимание на духовных дарах, признаёт крещение Святым Духом с практикой говорения на иных языках, проводит служения исцеления.
Богослужения проводятся в собственных храмах и арендованных залах. Самый крупный храм — «Зал веры» в Будапеште способен вместить до 10 тыс. прихожан. Поместные церкви в Пече, Дебрецене, Ньиредьхазе и Шальготарьяне проводят богослужения в храмах, которые могут вместить более тысячи человек.
Будущие служители церкви проходят подготовку в академии Св. Павла в Будапеште — богословском институте, имеющим государственную аккредитацию. Церковь веры также поддерживает начальные общеобразовательные школы в Будапеште, Пече, Ньиредьхазе и Шальготарьяне и детский сад в городе Кечкемет.
Культурный фонд «Вера и Мораль», основанный Церковью веры, осуществляет социальную и благотворительную деятельность, поддерживает малоимущие семьи и пожилых людей, а также проводит воспитательную, образовательную, общественно-культурную деятельность в Венгрии и за её пределами.

## Известные прихожане
- Фредерика Байер — певица
- Сабольч Варга — футболист
- Золтан Гера — футболист

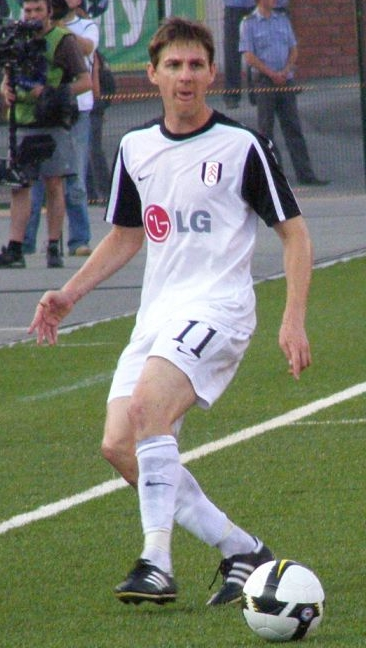
Золтан Гера начинал футбольную карьеру в церковной команде «Орлы Синая»

- Герго Кисс — ватерполист, олимпийский чемпион
- Золтан Фейеш — музыкант

## Государственное финансирование
В 1996 году в Венгрии был принят закон «Об однопроцентном отчислении», представлявший новую систему государственного финансирования религиозных объединений. Согласно ему, налогоплательщики получили право по своему выбору направлять 1 % своего подоходного налога в пользу любой из зарегистрированных религиозных организаций. В 2014 году 30,6 тыс. венгерских налогоплательщиков выбрали Церковь веры получателем данного налога; общая сумма отчислений в пользу организации составила 70 млн форинтов. По числу налогоплательщиков, поддерживающих эту религиозную организацию, Церковь веры стоит на 4-м месте в стране, уступая лишь Католической церкви, Реформатской и Лютеранской.
Рост числа людей, выбравших Церковь веры получателем 1 % своего подоходного налога косвенно свидетельствует о росте церкви (при этом следует помнить, что значительная часть прихожан церквей не являются налогоплательщиками; это дети, студенты, безработные, пенсионеры и т. д.).
| Год  | Число налогоплательщиков | Общая сумма пожертвований |
| ---- | ------------------------ | ------------------------- |
| 2014 | 30 606                   | 70 172 576 Ft             |
| 2013 | 28 074                   | 75 699 978 Ft             |
| 2012 | 25 814                   | 57 192 466 Ft             |
| 2011 | 25 727                   | 70 951 515 Ft             |
| 2010 | 19 238                   | 63 510 321 Ft             |
| 2009 | 17 501                   | 60 620 439 Ft             |
| 2008 | 16 376                   | 56 087 626 Ft             |
| 2007 | 13 521                   | 48 667 855 Ft             |
| 2006 | 12 452                   | 42 813 783 Ft             |
| 2005 | 11 638                   | 38 194 402 Ft             |
| 2004 | 11 085                   | 35 937 887 Ft             |